# Переводчик (телесериал)
«Перево́дчик» (рабочее название — «Ча́рли») — российский четырёхсерийный военно-исторический драматический телевизионный художественный фильм режиссёра Андрея Прошкина, снятый в 2013 году кинокомпанией «Марс Медиа Энтертейнмент»».
Драма повествует о жизни и смерти мирных граждан многонационального южного города Таганрога в Ростовской области в тяжёлое и голодное время его оккупации войсками немецко-фашистских захватчиков в годы Великой Отечественной войны (1941—1945).
Премьерный показ мини-сериала состоялся на российском «Первом канале» с 5 по 8 мая 2014 года.

## Сюжет
Фильм рассказывает историю о «маленьком человеке», под давлением жизненных обстоятельств вынужденном проявить характер.
1941 год. Идёт Великая Отечественная война. Враг вторгается в советский город Таганрог.
Учитель химии и физики в местной средней школе Андрей Петрович Стариков по прозвищу Чарли Чаплин живёт с беременной женой Авдотьей и матерью Александрой Константиновной в старом доме-колодце, в котором собрался пёстрый интернационал: русские, евреи, татары и армяне.
Стариков является поклонником комедийного киноактёра Чарли Чаплина, постоянно его пародирует и делает это даже во время уроков, чем часто смешит своих учеников.
Однако оккупация родного города войсками немецко-фашистских захватчиков резко меняет жизнь семьи Стариковых, их соседей по дому и всех горожан.
Здание школы переходит в распоряжение фашистского штаба СД. Начальник штаба, штурмбаннфюрер Мартин Ляйтнер, наводит справки об учителе и его родных. Ему уже известно, что семья Андрея Старикова — «из бывших»: его отец был инспектором народных училищ в дореволюционной России. Сам Андрей в своё время получил хорошее образование и знание немецкого языка. Поэтому Ляйтнер предлагает ему работать переводчиком при штабе оккупационных властей нацистской Германии, а своё предложение обставляет, угрожающе намекая на наличие у него пожилой матери и беременной жены, так, что тот не может отказаться. Ради спасения своих близких, Чарли вынужден согласиться служить врагу.
Одна из главных внешних характеристик Андрея Петровича — кажущаяся нелепость. Но в действительности он очень серьёзный, собранный и смелый человек. Изнутри его терзают мысли о предательстве своей Родины, ведь он косвенно помогает фашистам бороться с советскими партизанами.
Однажды «Чарли» не выдерживает и совершает поступок всей своей жизни.[уточнить]

## В ролях
| Актёр                 | Роль |
| --------------------- | --- |
| Виталий Хаев          | Андрей Петрович Стариков (Чарли), учитель химии и физики в таганрогской средней школе, переводчик с немецкого языка |
| Йоахим Пауль Ассбёк   | Мартин Ляйтнер, штурмбаннфюрер, начальник немецкого штаба СД                                                        |
| Лариса Малеванная     | Александра Константиновна Старикова, мать Андрея Петровича Старикова                                                |
| Карина Андоленко      | Авдотья (Дуня) Старикова, жена Андрея Петровича Старикова                                                           |
| Ханс‑Георг Блюмрайтер | Георг Штайбер, унтерштурмфюрер                                                                                      |
| Петар Зекавица        | Франц Заурих, гауптшарфюрер                                                                                         |
| Анна Уколова          | Тамара Черных, соседка Стариковых, жена Семёна                                                                      |
| Камиль Тукаев         | Семён Черных, глухонемой сосед Стариковых, муж Тамары                                                               |
| Ирина Долганова       | Ада Абрамовна, соседка Стариковых, жена Авраама Лазаревича, мать мальчика-скрипача Миши                             |
| Борис Каморзин        | Палыч, сосед Стариковых                                                                                             |
| Ольга Лапшина         | Рая, жена Палыча |
| Карен Джангиров       | Ваник, сапожник, сосед Стариковых, друг Андрея Старикова                                                            |
| Миша Горбатов         | Витька, школьник, голубятник, сосед Стариковых                                                                      |
| Борис Недбайлов       | Мишка, школьник, скрипач, сосед Стариковых, сын Ады Абрамовны и Авраама Лазаревича                                  |

## История создания
Работа над фильмом «Переводчик» началась с идеи продюсера Рубена Дишдишяна сделать ремейк драмы французского кинорежиссёра Робера Энрико «Старое ружьё» (1975), с которой он обратился к режиссёру Андрею Прошкину. Режиссёр эту идею не поддержал, так как не любит повторяться и предпочитает создавать что-то новое. Поэтому Прошкин «стал фантазировать и, в конце концов, предложил сделать картину о случайном коллаборационисте».
Создать новую историю, отличную от изначальной идеи, Прошкин предложил Игорю Порублеву, который написал сценарий под рабочим названием «Чарли».

«Каждый зритель увидит в этой истории что-то своё. Для кого-то „Переводчик“ станет психологической драмой, для кого-то — экшн-историей. Для меня главное в этом фильме — тема вынужденного соучастия во зле при всех попытках дистанцироваться от этого самого зла. Соучастие в том, что ты не можешь побороть, с чем не согласен и что считаешь как минимум неверным. Эта тема существовала всегда. И сегодня, мне кажется, она очень актуальна.»— Андрей Прошкин, режиссёр.
Съёмки проходили с февраля по апрель 2013 года в Таганроге (Ростовская область), к тому же, сценарист Игорь Порублев — донской казак родом из Ростова-на-Дону. В самом начале Великой Отечественной войны, 17 октября 1941 года, южный многонациональный город Таганрог был оккупирован немецко-фашистскими захватчиками. В период оккупации, длящейся 680 дней, местные жители всячески сопротивлялись захватчикам, в городе действовала крупная  тайная антифашистская молодёжная организация — «Таганрогское подполье». Современные улицы Таганрога, сохранившиеся почти без изменений со времён войны, послужили декорациями для натурных эпизодов картины. Двор и дом, где живёт главный герой, потребовали большой достройки. Школу, в которой расположился штаб немецких войск, снимали в здании, где во времена оккупации находился публичный дом.
Актёр Виталий Хаев был утверждён на главную роль, несмотря на то, что не знал немецкого языка. Ему приходилось зубрить каждое немецкое слово, написанное в сценарии.
В мини-сериале снялись также немецкие актёры Йоахим Пауль Ассбёк и Ханс‑Георг Блюмрайтер, которые, по словам режиссёра, подошли к профессии очень творчески и ответственно, придумывали многие вещи вместе с создателями картины. Например, Йоахим предложил, чтобы его герой, штурмбаннфюрер СС Мартин Ляйтнер, в финальной сцене запел. Все две недели до этих съёмок он закидывал режиссёра разными вариантами известных немецких песен, соблюдая при этом авторские права.

## Съёмочная группа
- Режиссёр-постановщик — Андрей Прошкин
- Автор сценария — Игорь Порублев
- Оператор-постановщик — Юрий Райский
- Художник-постановщик — Юрий Карасик
- Композитор — Алексей Айги
- Художник по костюмам — Дмитрий Андреев и Владимир Никифоров
- Художник по гриму — Елена Николаева
- Продюсеры — Рубен Дишдишян, Елена Денисевич, Арам Мовсесян, Эдуард Горбенко

## Отзывы
Сериал «Переводчик» попал в список «10 лучших русских сериалов 2014 года» по версии журнала «Афиша».

## Награды и номинации
- 2014 — призы II Национального кинофестиваля дебютов «Движение» в Омске за 2013 год  (23-27 апреля 2014 года)[7]:
  - приз в номинации «Лучшая мужская роль» — Виталию Хаеву;
  - приз в номинации «Лучшая женская роль» — Карине Андоленко.
- 2014 — приз в номинации «Актёр» конкурса «Телевизионные игровые системы» XV Международного телекинофорума «Вместе» в Ялте (22-27 августа 2014 года) — Виталию Хаеву[8].
- 2015 — профессиональные призы Ассоциации продюсеров кино и телевидения в области телевизионного кино (АПКиТ) за 2014 год[9][10]:
  - приз в категории «Лучшая режиссёрская работа» — Андрею Прошкину;
  - приз в категории «Лучшая оригинальная музыка к телефильму/сериалу» — Алексею Айги;
  - номинация на приз в категории «Лучший телевизионный фильм (1-4 серии)»;
  - номинация на приз в категории «Лучшая сценарная работа» — Игорю Порублеву.